# 大庆路街道 (哈尔滨市)
大庆路街道是中国黑龙江省哈尔滨市香坊区下辖的一个街道。